# 馬斯拉科韋
49°50′45″N 38°39′26″E / 49.84583°N 38.65722°E
馬斯拉科韋（烏克蘭語：Маслакове）是位於烏克蘭東部的村莊，由盧甘斯克州斯瓦托韋區的洛茲諾-亞歷山德里夫卡市鎮負責管轄。該村始建於1870年，面積5.69平方公里，海拔高度114米，2001年人口36，人口密度每平方公里6.3人。